# السيدة دالاوي (فلم)
السيدة دالواي هو فيلم درامي بريطاني أُنتِج في عام 1997، وعنوانه مقتبس من إحدى روايات فيرجينيا وولف وهو إنتاج مشترك ما بين المملكة المتحدة والولايات المتحدة وهولندا، من إخراج مارلين جوريس ومن بطولة فانيسا ريدغريف وناتاشا مكيلون ومايكل كيتشن.
استنادًا إلى رواية عام 1925 لفرجينيا وولف، والانتقال باستمرار بين الحاضر والماضي الموجود في رؤوس الشخصيات، فإنه يغطي يومًا في حياة السيدة دالواي، زوجة سياسي مزدهر في لندن.

## الحبكة
في صباح جميل عام 1923، انطلقت كلاريسا دالواي ن منزلها الكبير في وستمنستر لاختيار الزهور لحفلة تقام في ذلك المساء،. يظهر بيتر والش وهو عاطفي شغوف، ولا يخفي الفوضى التي أحدثها في حياته المهنية وحياته العاطفية. بالنسبة إلى كلاريسا، يؤكد هذا خيارها في تفضيل ريتشارد دالواي غير المثير ولكنه حنون ويمكن الاعتماد عليه. في حفلتها، ظهرت سالي، التي كانت أقرب صديقة لها، لدرجة تقبيلها على الشفاه، لكنها الآن زوجة مليونير عصامي وأم لخمسة أطفال.
تتقاطع مع حاضر كلاريسا وماضيها قصة زوجين آخرين. كان سيبتيموس ضابطًا مزينًا في الحرب العالمية الأولى ولكنه ينهار الآن تحت ضغط صدمة صدفة متأخرة، حيث يصاب بالشلل بسبب ارتجاع مرعب ويستهلك بالذنب بسبب وفاة أقرب رفيقه. تحاول زوجته ريزا الحصول على مساعدة نفسية له، لكن الأطباء الذين تستشيرهم لا يستخدمون إلا القليل: عندما تحاول نقله إلى مستشفى للأمراض العقلية، يقفز من النافذة لتكون نهايته إلى وفاته.

## فريق التمثيل
- فانيسا ريدجريف - السيدة كلاريسا دالواي
- ناتاشا مكيلون - يونغ كلاريسا
- مايكل كيتشن - بيتر والش
- آلان كوكس - يونغ بيتر
- سارة بادل - سيدة روستر
- لينا هيدي - يونغ سالي
- جون ستاندنق - ريتشارد دالواي
- روبرت بورتال - يونغ ريتشارد
- أوليفر فورد ديفيز - هيو ويتبريد
- هال كروتيندين - يونغ هيو
- روبرت جريفز - سيبتيموس وارين سميث
- أميليا بولمور - ريزيا وارين سميث
- مارغريت تيزاك - ليدي بروتون
- روبرت هاردي - السير ويليام برادشو
- ريشندا كاري - سيدة برادشو
- كاتي كار - إليزابيث دالواي
- سيلينا كادل - الآنسة كيلمان
- أماندا درو - لوسي
- فيليس كالفيرت - العمة هيلينا

## روابط خارجية
- مقالات تستعمل روابط فنية بلا صلة مع ويكي بيانات